# William S. Sessions
William Steele Sessions (27. května 1930 Ford Smith, Arkansas – 12. června 2020) byl americký právník a politik, který působil od roku 1974 jako okresní soudce pro západní okres Texasu a v letech 1987 až 1993 jako ředitel Federálního úřadu pro vyšetřování (FBI).
V roce 1993 byl z funkce ředitele FBI odvolán prezidentem Billem Clintonem.

## Život a kariéra
Byl synem pastora Kristových učedníků. Absolvoval Northeast High School v Kansas City, kterou navštěvoval i Clarence M. Kelley. Když byl v druhém ročníku, potkal svoji budoucí ženu Alici.
Poté navštěvoval i Florida State University, až v roce 1956 absolvoval Bayor University roku 1958 dokončil studium práv.[ujasnit]
Vojenskou službu odsloužil u USAF. A po deseti letech právnické praxe ve Wacu, Texas nastoupil roku 1969 na Ministerstvo spravedlnosti USA, tam vedl sekci, která pracovala na právních případech odpíračů vojenské služby, pornografie, volebních podvodů a korupce.
Protože sloužil roku 1966 pro republikánského senátora Johna Towera jako krajský předseda, měl Sessions politické kontakty. Roku 1971 byl jmenován státním zástupcem ve městě San Antonio. V roce 1974 se stal soudcem okresního soudu ve městě San Antonio a roku 1980 předsedou tohoto soudu. Jako soudce byl znám spravedlivostí, přístupností a zachováním důstojnosti a jako osobnost měl sebeodsuzující smysl pro humor. Sessions předsedal soudu pří výslechu případu vraždy soudce okresního soudu Johna H. Wooda.
Na doporučení tehdejšího ministra spravedlnosti USA jej prezident USA Ronald Reagan jmenoval do funkce ředitele FBI, Senát USA jej schválil. Po dvou odkladech kvůli neurčeným žaludečním potížím složil 2. listopadu 1987 přísahu pro funkci ředitele FBI. Pro závažné nedostatky v řízení úřadu jej prezident USA Bill Clinton 19. července 1993 z funkce odvolal, a to jako prvního ředitele v historii FBI.
Po odchodu z veřejného sektoru mj. zastupoval Sessions Semjona Mogileviče, mezinárodního vůdce ruské mafie. Je otcem texaského kongresmana Pete Sessionse.